# Psedera saint-paulii
Psedera saint-paulii là một loài thực vật hai lá mầm trong họ Nho. Loài này được (Graebn.) Rehder miêu tả khoa học đầu tiên năm 1908.